# کاتنهام
کاتنهام (به انگلیسی: Cottenham) یک روستا و محله مدنی در بریتانیا است که در کمبریج‌شر جنوبی واقع شده‌است. کاتنهام ۶٬۰۹۵ نفر جمعیت دارد.